# くん液
くん液（くんえき、燻液もしくは薫液とも表記する）は、サトウキビ、竹、トウモロコシ、または木材を燃焼して発生したガス成分を捕集し、または乾溜して得られた煙を冷却して採取する液体をいう。竹酢液と木酢液の2種類がある。スモークフレーバー (Smoke flavourings) ともいう。
ひたすことで燻した場合と同じ香りや色を原料肉に着けることを、目的としている。食品添加物として使用されており、食品衛生法上での分類は既存添加物である。